# Jan Långben spelar tennis
Jan Långben spelar tennis (engelska: Tennis Racquet) är en amerikansk animerad kortfilm med Långben från 1949.

## Handling
Filmen handlar om en tennismatch där alla ser ut som Långben, det vill säga spelarna, domaren och publiken.

## Om filmen
Filmen hade svensk premiär den 31 mars 1952 på biografen Spegeln i Stockholm.

## Rollista
- Pinto Colvig – Långben
- Doodles Weaver – kommentator[6]